# Ланге, Юзеф
Ю́зеф Ла́нге (пол. Józef Lange; 16 марта 1897, Варшава — 11 августа 1972, там же) — польский шоссейный и трековый велогонщик, выступал за сборную Польши на всём протяжении 1920-х годов. Серебряный призёр летних Олимпийских игр в Париже в зачёте командной гонки преследования, участник Олимпийских игр в Амстердаме, чемпион и призёр национальных первенств по велоспорту.

## Биография
Юзеф Ланге родился 16 марта 1897 года в Варшаве, Российская империя. Активно заниматься спортом начал с раннего детства, состоял в столичном велоклубе «Легия», являлся членом Варшавского товарищества велосипедистов.
Впервые заявил о себе в 1921 году — стал чемпионом Польши среди любителей на шоссе, тогда как на треке в спринте выиграл серебряную медаль. Два года спустя в зачёте польского национального первенства получил в спринтерской трековой дисциплине бронзу.
Наивысшего успеха на взрослом международном уровне Ланге добился в сезоне 1924 года, когда благодаря череде удачных выступлений удостоился права защищать честь страны на летних Олимпийских играх в Париже. В зачёте командной гонки преследования вместе с партнёрами Томашем Станкевичем, Яном Лазарским и Францишеком Шимчиком выиграл стартовый заезд у гонщиков из Латвии, затем в четвертьфинале уступил Бельгии, но с лучшим временем всё же прошёл в полуфинальную стадию. В полуфинале они встретились с сильной командой Франции, но французы на первом же круге допустили падение и сразу же лишились всяких шансов на победу. Организаторы хотели провести заезд заново, но один из французских гонщиков травмировался и не смог, таким образом, выйти на старт. В решающем заезде полякам противостояла сборная Италии, победившая на предыдущей Олимпиаде и считавшаяся главным фаворитом соревнований — в течение первых шести кругов ни одна из команд не имела явного преимущества, однако на последних двух кругах итальянцы значительно увеличили темп и ожидаемо выиграли турнир. Также довольно успешно выступил здесь на дистанции 50 км, показал на финише пятый результат, немного не дотянув до призовых позиций.
Став серебряным олимпийским призёром, Юзеф Ланге остался в основном составе польской национальной сборной и продолжил принимать участие в крупнейших международных гонках. Будучи одним из лидеров велокоманды Польши, благополучно прошёл квалификацию на Олимпийские игры 1928 года в Амстердаме — на сей раз занял в командной гонке преследования пятое место, проиграв в четвертьфинале сборной Нидерландов. Кроме того, стартовал в гите на 1000 метров, в итоговом протоколе разделил шестую позицию с британцем Эдвардом Керриджем.
В 1930 году принял решение завершить карьеру профессионального спортсмена. В дальнейшем неизменно проживал в Варшаве, в том числе во время немецкой оккупации в ходе Второй мировой войны. Впоследствии занимался разведением охотничьих собак. Умер 11 августа 1972 года в возрасте 75 лет.